# 梅菲尔德 (肯塔基州)
梅菲尔德（英語：Mayfield），是美国肯塔基州格雷夫斯郡的縣城。建立于1823年，面积约为26.9平方公里（10.4平方英里）。根据2010年美国人口普查，该市的人口为10,024人。